# Kapernaums Sogn
Kapernaums Sogn er et sogn i Bispebjerg-Brønshøj Provsti (Københavns Stift). Sognet ligger i Københavns Kommune. I Kapernaums Sogn ligger Kapernaumskirken.
Sognet blev udskilt i 1895 fra Sankt Stefans Sogn som Utterslev Mark, men ændrede navn til Kapernaum Sogn 1. juli 1902.